# Ampedus collaris
Ampedus collaris es una especie de escarabajo del género Ampedus, familia Elateridae. Fue descrita científicamente por Say en 1825.
Esta especie se encuentra en los Estados Unidos y Canadá.  